# 지바 나오키
지바 나오키(일본어: 千葉 直樹, 1977년 7월 24일 ~ )는 일본의 전 축구 선수이다.

## 구단 경력
과거 베갈타 센다이에서 활동하였다.